# Мод Адамс (акторка Швеції)
Мод Адамс (при народженні Мод Сольвейг Крістіна Вікстрем; нар.. 12 лютого 1945 року, Лулео, Швеція) — шведська акторка, відома тим, що двічі грала роль дівчини Джеймса Бонда — у фільмах «Чоловік із золотим пістолетом» (1974) та «Восьминіжка» (1983). З'являлася також в епізодах фільму «Вид на вбивство».

## Життєпис

### Походження та навчання
Народилася 12 лютого 1945 року в сім'ї Густава та Тіри Вікстрем. Мати була податковим інспектором, а батько — фінансовим ревізором. У 1963 році її світлина була надіслана на конкурс краси, який проводив часопис «Аллерс». Адамс виграла цей конкурс і розпочала кар'єру моделі.

### Кар'єра
Адамс почала працювати на модельне агентство «Ford models», переїхала до Парижа, а потім до Нью-Йорка. На той момент вона була найбільш високооплачуваною та затребуваною моделлю у світі. Кар'єра кіноактриси розпочалася для неї у 1970 році з фільму «Хлопці у банді», де вона зіграла фотомодель. Крім бондіани Мод Адамс брала участь у зйомках ще багатьох теле- і кінофільмів — «Роллербол», «Джейн і Загублене місто», «Сила пристрасті», «Таємнича смерть Ніни Шеро» тощо.

### Особисте життя
У 1966 році вийшла заміж за фотографа Роя Адамса, в 1975 році їх шлюб розпався. 23 травня 1999 року одружилася вдруге — з суддею Чарльзом Рубіном. Дітей немає. Мод Адамс володіє каліфорнійською косметичною компанію «Scandinavian Biocosmetics, LLC». Вона — поліглот — говорить шведською, англійською, німецькою, французькою та італійською мовами .

## Вибрана фільмографія
- 1974 — Чоловік із золотим пістолетом / The Man with the Golden Gun
- 1975 — Роллербол / Rollerball
- 1976 — Загін убивць / Killer Force
- 1978 — Старскі та Гатч / Starsky & Hutch
- 1979 — Лора / Laura
- 1981 — Татуювання / Tattoo
- 1983 — Восьминіжка / Octopussy
- 1983—1984 — Емералд-Пойнт / Emerald Point N.A.S.
- 1985 — Вид на вбивство / A View to a Kill
- 1987 — Джейн та Загублене місто / Jane and the Lost City
- 1988 — Смертельний задум / Deadly Intent
- 1988 — Таємнича смерть Ніні Шеро / La mort mystérieuse de Nina Chéreau
- 1989 — Убивчий рефлекс / The Kill Reflex
- 1989 — Сила пристрасті / Intimate Power або The Favorite
- 1990 — Посвята: Тиха ніч, смертельна ніч 4 / Silent Night, Deadly Night 4: Initiation
- 1996 — Рінгер / Ringer
- 1996 — Вокер, техаський рейнджер / Walker, Texas Ranger
- 2000 — Шоу 70-х / That '70s Show
- 2008 — Шукачі / The Seekers
- 2010 — Руні / The Rooneys